# Fissidentalium laterischismum
Fissidentalium laterischismum is een Scaphopodasoort uit de familie van de Dentaliidae. De wetenschappelijke naam van de soort is voor het eerst geldig gepubliceerd in 1963 door Shikama & Habe.